# Suzuki 400 Katana
La GSX 400 SSN Katana est un modèle de motocyclette issu du catalogue du constructeur japonais Suzuki.
La 400 sort en 1992, pour épauler la 250 sur le marché japonais. Le moteur est dérivé de la 400 Bandit.
Le freinage provient de la 400 GSX-R, avec des disques de freins avant flottants et des étriers à quatre pistons.
Elle est disponible en anthracite ou gris métallisé.